# Enyhülés

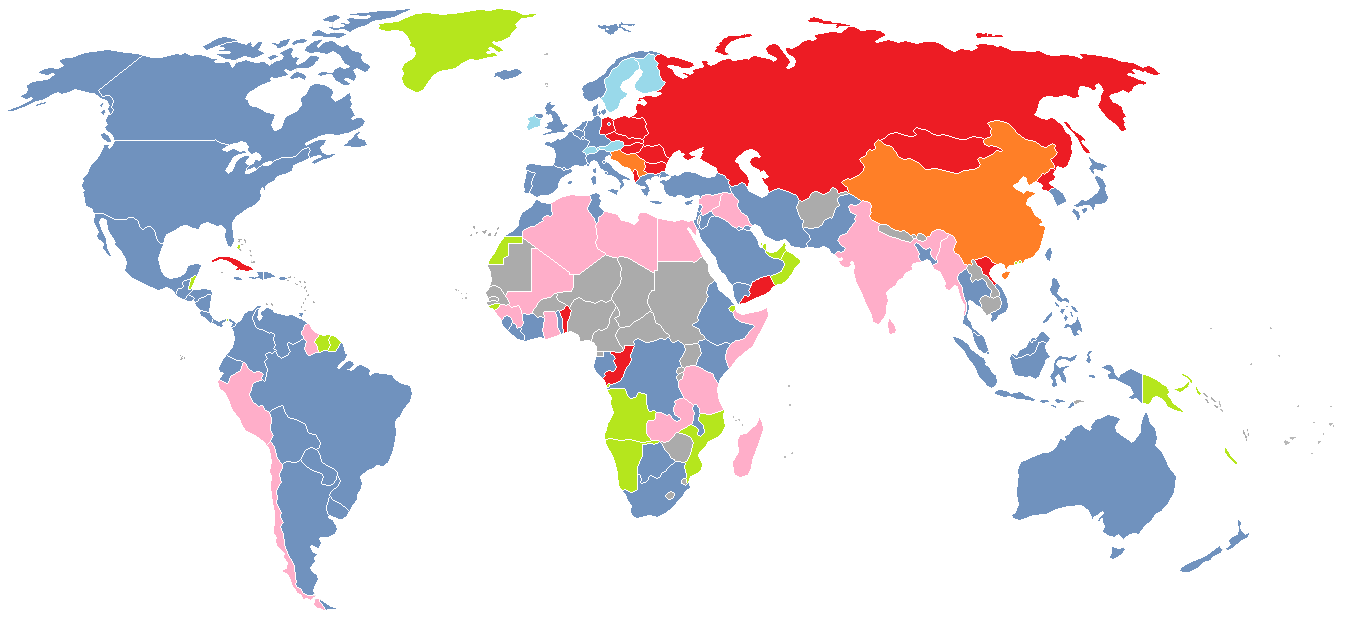
Világtérkép a 70-es évek elejéről a szövetségek ábrázolásával.
- kék: Az Egyesült Államok és szövetségesei
- vörös: A Szovjetunió és szövetségesei
- világoskék: Nem-NATO tag nyugati országok
- rózsaszín: A Szovjetunió nem-kommunista szövetségesei
- sárga: A Szovjetunióval nem szövetséges kommunista országok
- zöld: gyarmatok
- szürke: el nem kötelezett országok

Az enyhülés, széles körben használt francia eredetű nemzetközi kifejezéssel détente a nemzetközi politikában az államok közötti feszültség, háborús veszély mérséklődésének időszaka. Kiemelten a 20. század második felében a kétpólusú világban folyt hidegháború utáni politikai korszakot nevezik enyhülésnek, elsősorban az Egyesült Államok és a Szovjetunió közötti, az 1963–1979 évekre kiterjedő kapcsolatokat illetően, de időnként alkalmazzák a nemzetközi politika más szakaszaira, relációira is. Az enyhülés híveit a sajtóban használatos kifejezéssel gyakran galamboknak, ellenfeleit, a keményvonalas konzervatívokat héjáknak nevezték.
A két tömb közötti hasonló enyhülési periódusok volt még a Sztálin halála utáni 1953–1958-as évek, valamint a Gorbacsov fémjelezte 1985–1989 közötti évek.
A kifejezést időnként alkalmazzák belpolitikai jellegű feszültségek enyhülésének, az elnyomás csökkenésének időszakaira is, mint a Bach-korszakot követő kiegyezésre, vagy a Kádár-korszak 1960 utáni konszolidációjának éveire. (Mindkettő máig meghatározó mértékű gazdasági, infrastrukturális és társadalmi fejlődést eredményezett Magyarországon.)

## Elnevezés
A francia détente szót nemzetközileg először 1912-ben alkalmazták a háborús feszültség csökkentésére, amikor Franciaország és Németország átmenetileg igyekezett javítani kapcsolatait, de ez végül az első világháborúba torkollott.
Az 1960-as évek elején az angol nyelvben is kezdték használni a nemzetközi feszültség csökkentésére. Az enyhülés fogalma nagyrészt a békés egymás mellett élés kifejezés helyébe lépett, bár az utóbbi a szovjet tömb országaiban, ahonnan az eredt, részben továbbra is használatban maradt. A tőkés és a szocialista világrendszerek közötti feszültség enyhülésének időszakait „olvadásnak” is szokták nevezni.

## Története

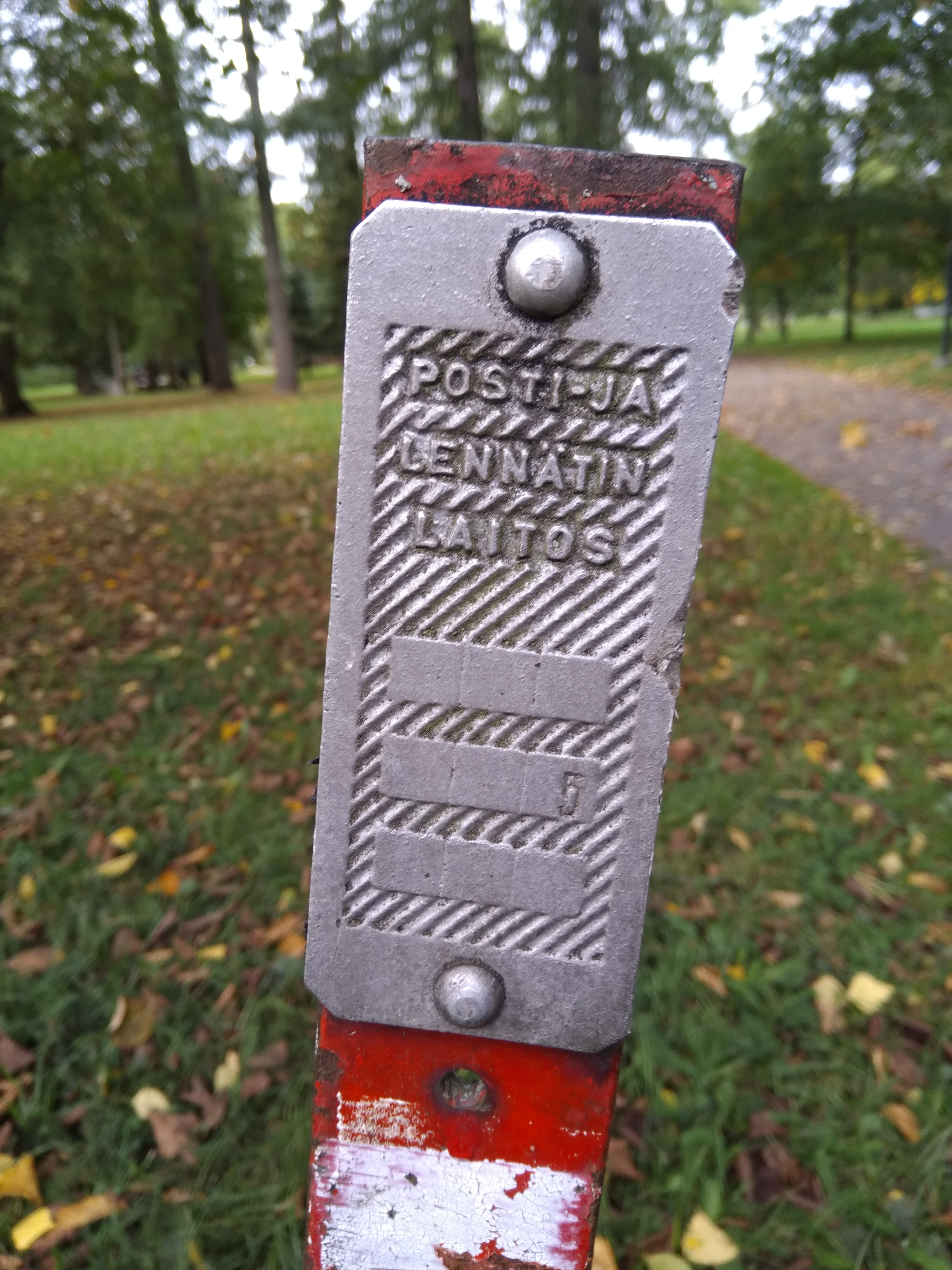
Tábla Finnországban a forródrót helyén. A kábel itt hosszú szakaszokon légvezetékként haladt, a megvastagodó jelerősítőkről felismerhetően

Az 1962-es kubai rakétaválság nyilvánvalóvá tette az Egyesült Államok és a Szovjetunió számára, hogy a hidegháború igen könnyen átcsaphat termonukleáris világháborúba, amelynek nem lehet győztese, viszont óriási csapás lenne az egész emberi civilizációra. E felismerést követte az első kis lépés, közvetlen földi távíróvonal (a „forródrót”) létrehozása Washington és Moszkva között a kommunikációs zavarokból eredő katasztrófák elhárítása érdekében.
Az 1963–1979-es évek enyhülését a következő fő mutatók jellemezték:
- gyakori csúcstalálkozók, a diplomáciai tárgyalások megélénkülése elsősorban az Egyesült Államok és a Szovjetunió, de később más keleti és nyugati országok között is;
- egy sor fegyverzetkorlátozási és más együttműködési megállapodás megkötése;
- a kelet-nyugati kapcsolatok fejlesztése számos más területen, így a gazdaság, a kultúra, tudomány és a sport terén.

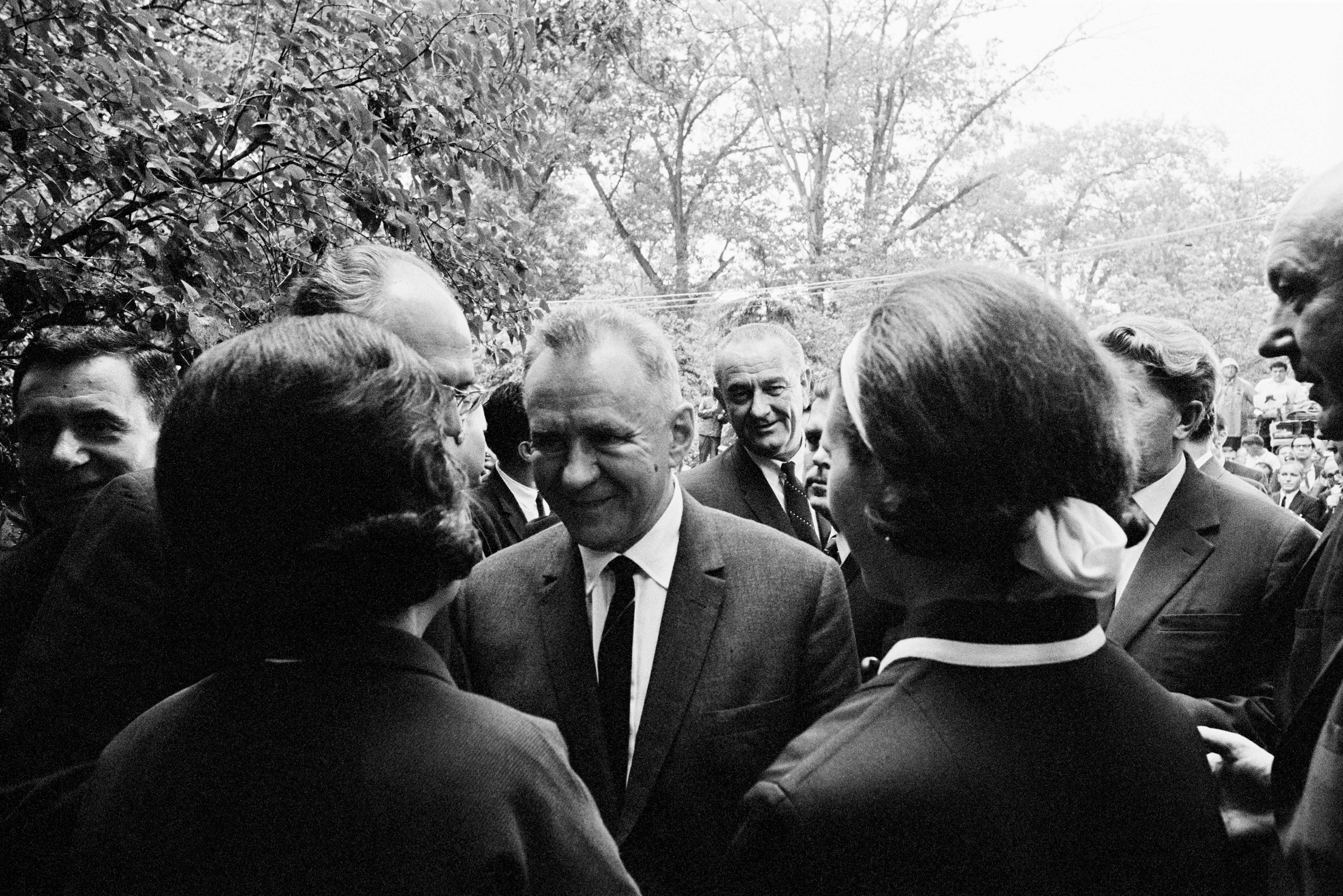
Koszigin szovjet miniszterelnök (elöl) és Lyndon B. Johnson amerikai elnök (mögötte) a glassboroi csúcstalálkozón (1967)

A hidegháború utáni enyhülési folyamat csúcsa az 1975-ös helsinki záróokmány elfogadása volt. Ezután a kapcsolatok fokozatosan ismét feszültté váltak a továbbra is folytatódó fegyverkezési verseny és a két világrendszer között különösen a harmadik világban kialakult új feszültségek miatt. Az enyhülés időszaka gyakorlatilag véget ért a Szovjetunió afganisztáni háborúja kezdetével, és amerikai részről a Ronald Reagan elnökségével, a moszkvai, majd a Los Angeles-i olimpia kölcsönös bojkottjával.

## Az enyhülési politika egyes fontosabb állomásai a hidegháború idején
- 1963: A „forródrót”-nak nevezett közvetlen kommunikációs csatorna létrehozása, földi kábel lefektetése  a Pentagon és a Kreml között.
- 1963: Nemzetközi atomcsendegyezmény[3]
- 1968: Atomsorompó-egyezmény(wd), 1970. március 5-én lépett életbe
- 1972: SALT-tárgyalások(wd) a stratégiai fegyverrendszerek korlátozásáról
- 1972: ABM-egyezmény(wd)
- 1972 ősze: Lengyelország és az NSZK diplomáciai kapcsolatokat létesít
- 1970–1973: az NSZK új keleti politikája („Ostpolitik”), amellyel az NSZK elismerte az európai status quot és rendezte a Szovjetunióhoz fűződő kapcsolatait
- 1975: az Európai Biztonsági és Együttműködési Szervezet létrehozása, a helsinki folyamatnak is nevezett enyhülési szakasz megindulása
- 1975: Szojuz–Apollo-program

## Az enyhülés a belnémet kapcsolatokban
Az NSZK-ban Egon Bahr már 1963-ban megfogalmazta a „változás a közeledés révén” koncepcióját. Fokozatosan túlléptek a Hallstein-doktrínán, amely szerint az NSZK (a Szovjetunió kivételével) nem tart fenn diplomáciai kapcsolatot olyan országgal, amely elismeri az NDK-t. A szociáldemokrata Willy Brandt külügyminiszteri, majd kancellári politikáját az enyhülésre tett erőfeszítések jellemezték. 1969-ben tárgyalásokat kezdeményezett Lengyelországgal, a NDK-val és a Varsói Szerződés többi államával. 1970-ben került sor az erfurti csúcstalálkozóra az NDK miniszterelnökével, Willi Stoph-fal. A „keleti szerződésekkel” elismerték az Odera-Neiße határt és más, a második világháború következtében kialakult határokat. 1972-ben megszületett az úgynevezett alapszerződés (Grundlagenvertrag) az NSZK és az NDK között. Ez az egyezmény alapvetően normalizálta a két német állam közötti kapcsolatokat, de anélkül, hogy az NSZK nemzetközi jogilag formálisan elismerte volna az NDK államiságát, például nagykövetségek helyett úgynevezett állandó képviseleteket hoztak létre egymás országaiban.

## Az enyhülés rövid- és hosszú távú hatásai a nemzetközi politikában

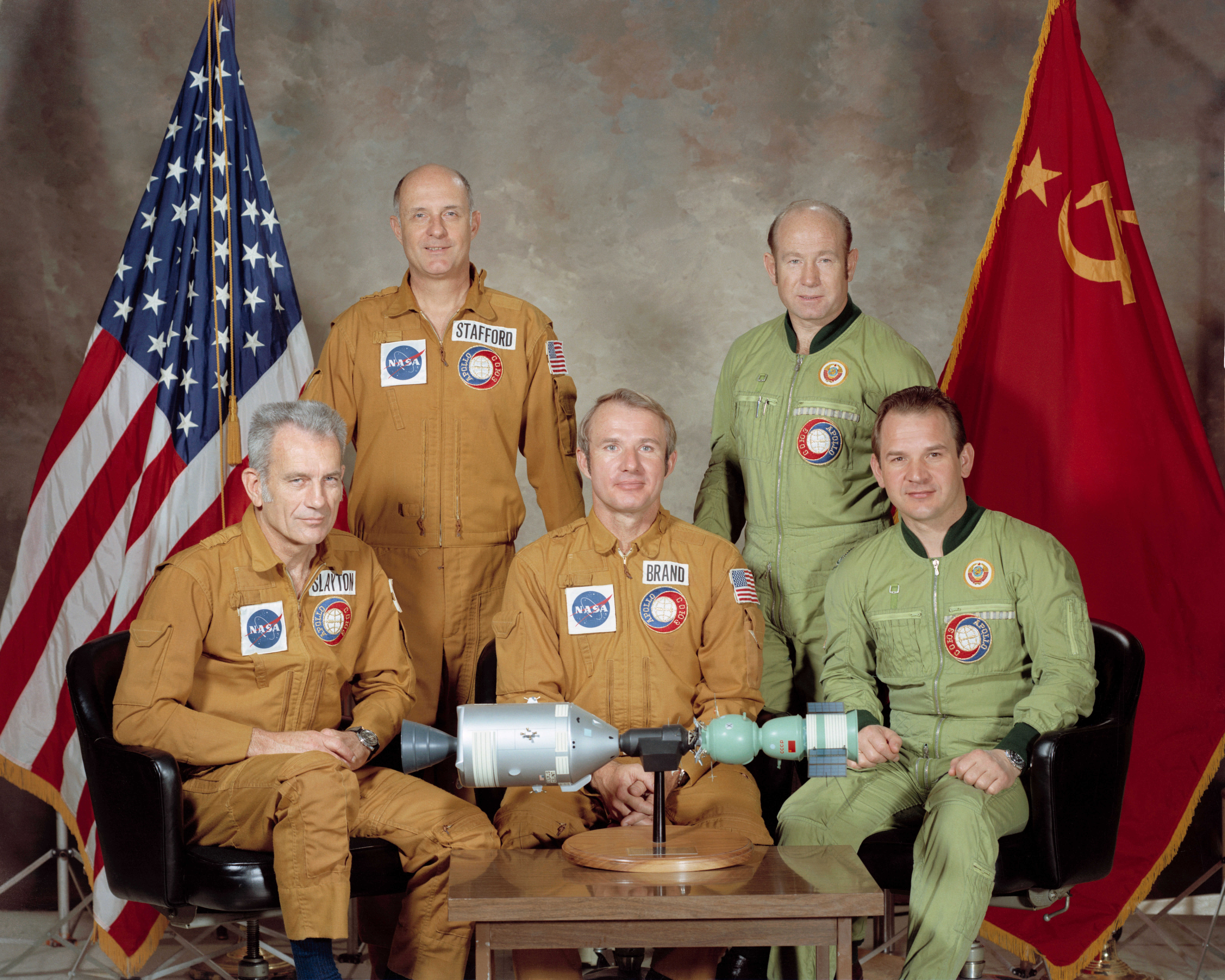
Az Apollo –Szojuz-program űrhajósai. Balról jobbra: Slayton, Stafford, Brand, Leonov, Kubaszov

Az enyhülés előrehaladásának mindvégig feltétele volt a kölcsönös bizalom minimális foka, tehát természeténél fogva rendkívül törékeny, továbbvitele időigényes volt.
Az 1960-as és 1970-es évek hosszú enyhülési periódusa több szempontból is pozitív eredménnyel járt. Sikerült megvalósítani az elsődleges célt, a két tömb közötti háború elkerülését, a kockázatok csökkentését. A két szuperhatalom közötti stratégiai paritás nagymértékben csökkentette az atomháború kockázatát. Másrészt az enyhülés Európában megerősítette a Jaltában és Potsdamban meghatározott geopolitikai „status quo”-t, különösen a berlini helyzet stabilizálásával és Németország újraegyesítésének napirendről való levételével. Ezek az eredmények mindkét tábor javát szolgálták.
Ezen túlmenően az egyes országok által követett célok meglehetősen eltérőek voltak, ami sebezhetővé tette az enyhülést, és megakadályozta annak átalakulását a béke stabil állapotává. Geostratégiai szempontból a détente nem szüntette meg az Egyesült Államok és a Szovjetunió közötti hidegháború kiváltó okait, nem csökkentette az ideológiai megosztottságot a két rendszer között. Nem hozott új, radikális megoldást a két hatalom biztonsági követelményeire, amelyek folytatták befolyási övezetük erősítését, kiterjesztését, és fenntartották nukleáris túlfegyverzetüket. Az enyhülés egy ideig lehetővé tette a szovjeteknek, hogy tovább fejlesszék katonai arzenáljukat, és erősítsék technológiai és gazdasági potenciáljukat a nyugati gazdasági kapcsolatoknak köszönhetően. Szabad kezet adott nekik a harmadik világban. Washingtonból nézve az enyhülés célja a kommunizmus feltartóztatása volt háború nélkül.
Európában tette lehetővé az NSZK visszatérését a nemzetközi színtérre, és erősítette a kelet-európai népek azon törekvését, hogy nagyobb szabadságra és a nyugati szomszédaikéhoz hasonló életszínvonalra törekedjenek, hozzájárulva ezzel a minden európai szocialista országban gyors ütemben végbemenő rendszerváltáshoz. (Ezzel tulajdonképpen utólag igazolta számos korabeli kommunista ideológusnak azt a félelmét, hogy az enyhülés fellazítja a szocialista országok társadalmát és bukásukhoz vezet.)

## Fordítás
- Ez a szócikk részben vagy egészben  az   Entspannungspolitik című német Wikipédia-szócikk ezen változatának fordításán alapul.  Az eredeti cikk szerkesztőit annak laptörténete sorolja fel. Ez a jelzés csupán a megfogalmazás eredetét és a szerzői jogokat jelzi, nem szolgál a cikkben szereplő információk forrásmegjelöléseként.
- Ez a szócikk részben vagy egészben  a   Détente című angol Wikipédia-szócikk ezen változatának fordításán alapul.  Az eredeti cikk szerkesztőit annak laptörténete sorolja fel. Ez a jelzés csupán a megfogalmazás eredetét és a szerzői jogokat jelzi, nem szolgál a cikkben szereplő információk forrásmegjelöléseként.
- Ez a szócikk részben vagy egészben  a   Détente című francia Wikipédia-szócikk ezen változatának fordításán alapul.  Az eredeti cikk szerkesztőit annak laptörténete sorolja fel. Ez a jelzés csupán a megfogalmazás eredetét és a szerzői jogokat jelzi, nem szolgál a cikkben szereplő információk forrásmegjelöléseként.